# Ashleigh Chisholm
Ashleigh Chisholm, född 6 juni 1990, är en australisk skådespelare. Hon spelade som Felicity "Fliss" Sidebotham i Pyjamasklubben, en tv-serie för barn. Hennes karaktär, Fliss, var en modeintresserad tjej som var kär i den hetaste pojken i skolan.